# Свети Архангели (Сяр)
Вижте пояснителната страница за други значения на Свети Архангели.
„Свети Архангели“ (на гръцки: Ιερός Μητροπολιτικός Ναός Παμμεγίστων Ταξιαρχών) е православна църква в източномакедонския град Сяр (Серес), Егейска Македония, Гърция. Храмът е катедрала на Сярската и Нигритска епархия на Вселенската патриаршия.

## История
Времето на построяване на първоначалния храм не е известно. Известно е, че църквата е съществувала във византийската епоха на същото място, на разстояние около 100 метра извън портата на крепостта. Летописецът на Сяр поп Синодин в хрониката си разказва как на 23 февруари 1631-1632 турците разрушили църквата на Архангелите с всички икони и утвар и за кратък период я превърнали в мюсюлманска джамия. След 10 години храмът е възстановен. Църквата изгаря напълно при големия пожар в Сяр на 28 юни 1849 година. Възстановена е през 1850 година при митрополит Яков Серски. Храмът отново е изгорен на 28 юни 1913 година по време на Междусъюзническата война от Българската армия. Църквата е първата, която е възстановена в 1914 година, след като градът попада в Гърция, за да се ползва като катедрален храм. По-късно е разрушен, за да се издигне нова катедрала.
На 21 януари 1950 година темелният камък на църквата е осветен от митрополит Константин Серски. Мраморният иконостас, владишкият трон и амвонът, богато украсени с кръстове, растителни и животински мотиви, са дело на братята скулптори А. и Н. Скарис. Забележителни са и мраморните проскинитарии, дело на скулптора Н. Милонас. Изписването на светилището става в 1979 година от К. Котикостас и Димитриос Янакудис. След спиране, в 1984 година е продължено от братята Йоанис и Димитриос Янакудис.
В северозападната част на църквата е параклисът „Света Богородица“, в която има копие на иконата Богородица Ерусалимска. Параклисът е осветен на 2 февруари 2005 година от митрополит Теолог Серески и Нигритски.